# Ostrów (gmina w powiecie włodawskim)
Ostrów – dawna gmina wiejska istniejąca na przełomie XIX i XX wieku w guberni siedleckiej i chełmskiej. Siedzibą władz gminy była osada miejska Ostrów (Lubelski).
Gmina Ostrów powstała za Królestwa Polskiego – 1 stycznia?/13 stycznia 1870 w powiecie włodawskim w guberni siedleckiej w związku z utratą praw miejskich przez miasto Ostrów i przekształceniu jego w wiejską gminę Ostrów w granicach dotychczasowego miasta. W 1912 roku gmina weszła w skład nowo utworzonej guberni chełmskiej.
Jako gmina wiejska jednostka przestała funkcjonować 13 października 1919 w związku z przywróceniem Ostrowowi praw miejskich i przekształceniem jednostki w gminę miejską.